# Ineke Kraijo
Ineke Kraijo (Hardinxveld-Giessendam, 17 november 1974) is een Nederlands schrijfster van kinderboeken en historische (jeugd)romans.

## Biografie
Kraijo was als advocaat werkzaam, voornamelijk binnen de sociale advocatuur. Ze werd voor haar dertigste door een chronische ziekte, dysautonomie, gedwongen te stoppen met dit werk. Ze volgde diverse cursussen, eerst psychologie en vervolgens kinderverhalen schrijven, en besloot schrijfster te worden.
In 2009 verscheen haar eerste boek: De verdwenen soapster. Anno 2025 heeft ze meer dan 50 boeken gepubliceerd. De schrijfster werkt in verschillende genres en voor een brede doelgroep, van peuters tot volwassenen. Meerdere boeken van Kraijo sleepten een prijs of nominatie in de wacht.
De schrijfster publiceert bij verschillende uitgeverijen, schrijft voor tijdschriften en werkt mee aan taalmethoden. Daarnaast is ze schoolschrijver. Ook is ze schrijfdocent.
Kraijo woonde korte tijd in Ierland. Vier van haar historische (jeugd)romans spelen zich af in dat land ten tijde van de roerige negentiende eeuw.

## Nominaties en prijzen
- Kate (2012) werd genomineerd voor Het Hoogste Woord 2013
- Kate (2012) was een Kerntitel voor de Jonge Jury 2014.
- Rose (2013) werd genomineerd voor Het Hoogste Woord 2014.
- Verboden te lachen (2013) was een van de tien kanshebbers voor de John Flandersprijs en werd een Vlaams Filmpje
- Waar is de ring? (2014) was actieprentenboek voor de Christelijke kinderboekenmaand 2014.
- Verdacht (2012) werd genomineerd voor De Zeeuwse boekenprijs
- Eileen (2015) werd genomineerd voor Het Hoogste Woord 2016
- Eileen (2015) won Het Hoogste Woord 2016
- Vechten tegen de golven (2016) werd genomineerd voor Het Hoogste Woord 2017
- Vechten tegen de golven (2016) won Het Hoogste Woord 2017
- Als je durft! (2017) was actieprentenboek voor de Christelijke kinderboekenmaand 2017
- Over de grens (2017) was tip van de week van De Jonge Jury
- Over de grens (2017) werd voorgedragen voor Het Hoogste Woord 2018
- Oog in oog met een reuzenos (2018) werd voorgedragen voor Het Hoogste Woord 2019
- Over de grens (2017) stond op de longlist (10 boeken) voor de Thea Beckmanprijs 2019
- Het offer (2020) was een van de zes kanshebbers op de John Flandersprijs en werd een Vlaams Filmpje
- Ontsnapt, theaterlezen over toen (2020) stond in de Makkelijk Lezen Tip 25 van 2020
- Ontsnapt, theaterlezen over toen (2020) was opgenomen in de boekenberglesbrief voor de Kinderboekenweek 2020
- Het zwarte jaar (2020) was tip van de week van De Jonge Jury
- Het zwarte jaar (2020) stond op de longlist (10 boeken) van de Thea Beckmanprijs 2021
- Het geheim van de smid, theaterlezen over beroepen (2021) was een thematitel voor de Kinderboekenweek 2021
- Het zwarte jaar (2020) werd genomineerd voor de Young Adult Prize 2022
- Een bos vol confetti, theaterlezen over de natuur (2022) staat op de Makkelijk Lezen tiplijst van 2022
- Het zwarte jaar (2020) won de Young Adult Prize 2022
- Geheim onder de grond (2022) werd genomineerd voor de Eigenwijsprijs 2023